# EuroDASS Praetorian

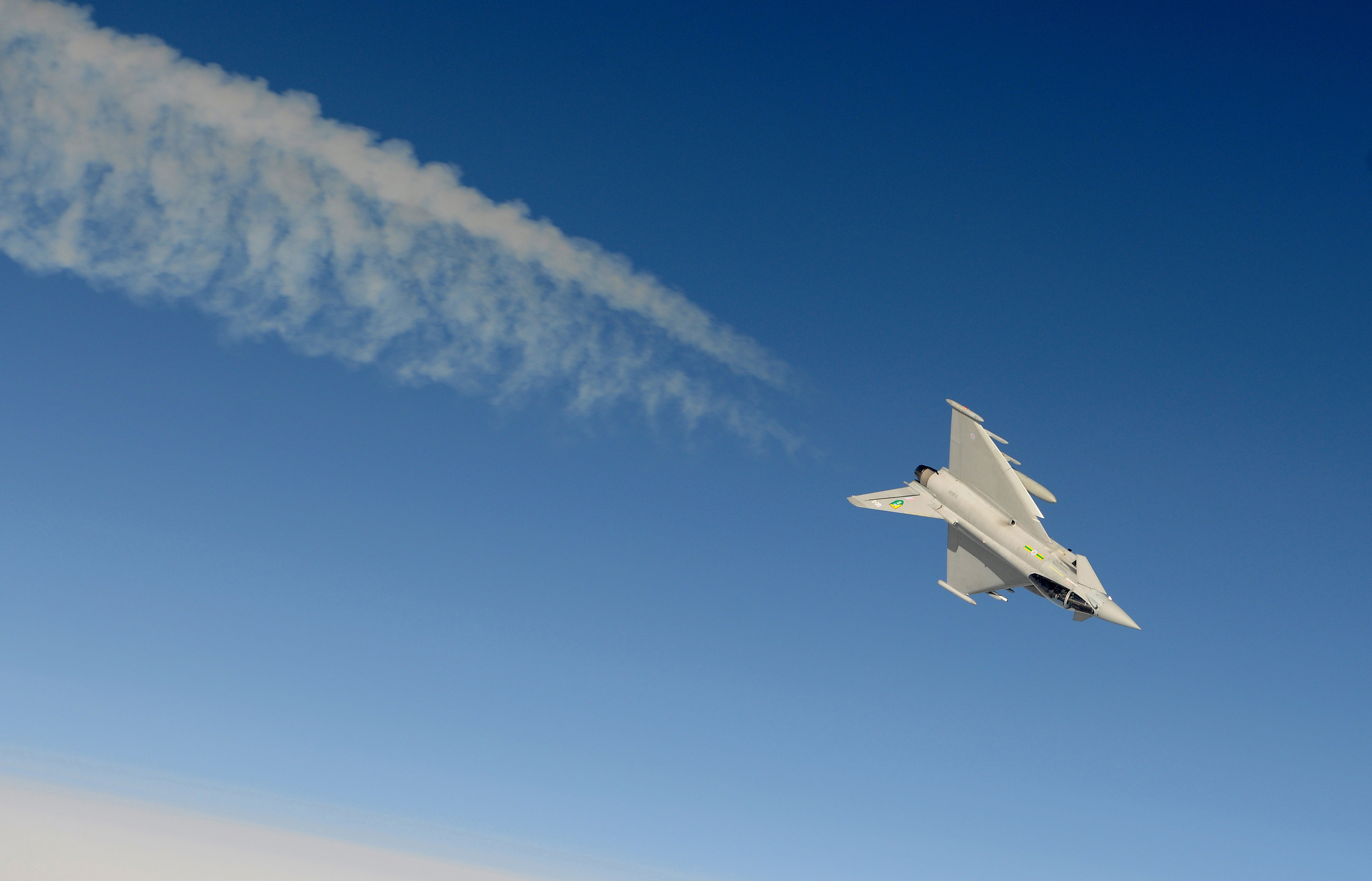
Eurofighter beim Manövrieren in großer Höhe bei der Übung Taurus Mountain

Das EuroDASS Praetorian ist das Selbstschutzsystem des Eurofighter Typhoon, welches vom EuroDASS-Konsortium, bestehend aus Airbus Group, BAE Systems, Elettronica und Indra Sistemas gefertigt wird. Die Entwicklungsphase war durch wechselhafte politische Entscheidungen geprägt, was zu Verzögerungen führte. Obwohl die Entwicklung des Selbstschutzsystems, früher als Defensive Aids Subsystem (DASS) bezeichnet, mit über £ 1,5 Mrd. (€ 1,8 Mrd.) die zweitteuerste Komponente des Flugzeuges nach dem Eurojet-Triebwerk (£ 1,66 Mrd.) ist, ist am wenigsten darüber bekannt. Als 1987 das erste Konzept erstellt wurde, wurde auf einigen Gebieten Neuland betreten: EloUM/EloGM-Antennen mit aktiver elektronischer Strahlschwenkung, Errechnen einer Feuerleitlösung durch Emitteranpeilung, Millimeterwellenradar zur Raketenortung, Schleppstörsender für ein agiles Kampfflugzeug und die Errechnung von Manöveranweisungen für den Piloten zur Emitteranpeilung und Raketenvermeidung. Durch die Future Offensive Air System (FOAS) Studie dürften weitere Ideen eingeflossen sein, explizite Äußerungen dazu gibt es aber nicht.

## Geschichte
Das Verteidigungssystem Defensive Aids Subsystem (DASS) wurde stets als integraler Bestandteil der Flugzeugzelle gesehen. 1987 sahen die Konzepte von Marconi, Elettronica und Ensa vor, Systeme für elektronische Gegenmaßnahmen (ECM), Elektronische Unterstützungsmaßnahmen (ESM), Raketenwarner mit aktivem Radar (MAW) und Laserwarner (LWR), sowie Düppel- und Fackelwerfer zu einem System zu vereinen. Ein Novum für ein manövrierfähiges Kampfflugzeug war die Konzeption von drei Schleppstörsendern, welche je an einem 100 m langen Seil hinter dem Flugzeug hergezogen werden sollten. Bei Bedarf sollte das Seil gekappt werden können. Um Kollisionsrisiken auszuschließen, wurden Simulationen durchgeführt, die zu dem Schluss kamen, dass nur die Leistungswegnahme im vertikalen Steigflug mit anschließendem Absacken zum Verheddern des Seiles mit dem Flugzeug führen könnte. Die anfängliche räumliche Aufteilung der Systeme ist etwas wirr: So sollten ESM, ECM, MAW und Laserwarner in den Pods untergebracht sein, andererseits ist von weiteren Phased-Array-Antennen in den Flügelwurzeln die Rede. Im Laufe der Entwurfsphase verschwand der Pod im Seitenleitwerk, dieser wurde als nicht mehr notwendig erachtet. Die Integration aller Systeme zu einem System of systems sollte es ermöglichen, einen infrarotgelenkten Flugkörper mit nur einer Fackel vom Flugzeug abzulenken.
1988 spielte Ferranti mit dem Gedanken ein elektro-optisches Raketenwarnsystem für das EFA zu entwickeln, und AEG trat im September dem von Marconi geführten EuroDASS-Konsortium bei. Die Eurofighter Jagdflugzeug GmbH diskutierte 1990 mit den Partnerländern darüber, das DASS auch außerhalb des Vier-Partner-Kontraktes auszuschreiben. Im Gespräch waren Loral und Dassault, statt des EuroDASS-Konsortiums. BAE Systems lehnte diese Pläne ab, da das DASS auch Daten der gesamten Avionik und des Flight Control Systems (FCS) für Verteidigungsmanöver benötigt. Das Verteidigungssystem sollte in acht Paketen ausgeschrieben werden, mit der Kategorie A (ESM, ECM, Laser-, Raketenwarner), der Kategorie B (Dispenser, DASS-Computer) und der Kategorie C (Täuschkörper). Das erste Paket wurde schließlich im August 1990 ausgeschrieben. Gleichzeitig begannen Gespräche mit dem US-Unternehmen Texas Instruments, da der aktive Radarstörsender GENeric eXpendable (GEN-X) aus den Dispensern abgeworfen werden sollte.
Allerdings kollabierte das Beschaffungsvorhaben 1991, da sich Deutschland aufgrund der hohen Kosten aus dem EuroDASS-Projekt zurückziehen wollte. Ab diesem Zeitpunkt kam es zu massiven Verzögerungen: DA1 war in Ottobrunn fast fertiggestellt und in Warton wurde mit dem Bau von DA2 begonnen. PIRATE lag bereits drei Jahre hinter dem Zeitplan und eine Einigung zum Verteidigungssystem war nicht in Sicht. Deutschland wollte nur Radar- und Flugkörperwarner und so wurde Telefunken Systemtechnik als deutsches Unternehmen im EuroDASS-Konsortium nur ein Beobachterstatus zugewiesen. Im November 1991 schrieb Deutschland einen eigenen Auftrag zur Ausrüstung der deutschen Eurofighter mit Radar- und Flugkörperwarnern aus. Im Februar 1992, kurz vor der Unterzeichnung des £ 1,5 Mrd. (€ 1,87 Mrd.) schweren DASS-Vertrages, bekam Spanien Zweifel an der Finanzierbarkeit des EFA. Deutschland hatte unterdessen am 30. Januar Angebote zu seiner Ausschreibung bekommen, erwog aber wieder, Mitte des Jahres mit EuroDASS zusammenzuarbeiten. Letztlich wurde der Vertrag ohne Deutschland und unter spanischem Vorbehalt im Februar 1992 unterzeichnet. Da Großbritannien und Italien die einzigen Länder im EuroDASS-Konsortium waren, wurden die Arbeitsanteile zu 60 % und 40 % aufgeteilt. Insgesamt waren fünf Angebote notwendig, bevor der Zuschlag erteilt wurde. Es wurde festgelegt, dass die Störsender in den Pods mit aktiven Phased-Array-Antennen arbeiten würden, um mehrere Radare gleichzeitig stören zu können. Mehrere Schleppstörsender sollten im Steuerbordpod untergebracht werden. Das ESM-System sollte Spiralantennen verwenden und Daten zu den Störsendern, dem Waffenleitrechner, dem Head-up-Display und den Head-down-Displays senden. Die Raketenwarner von Plessey Avionics sollten in den vorderen Flügelwurzeln und am Ende des Seitenleitwerks Platz finden und mit aktivem Radar arbeiten.
1993 plante Spanien den Wiedereinstieg in das EuroDASS-Konsortium. Gleichzeitig wurde auch die Zahl der Ziele reduziert, welche gleichzeitig gestört werden sollten. Spanien kehrte 1995 ins Konsortium zurück. 1996 plante Deutschland dann doch, einen Schleppstörsender in den Eurofighter zu integrieren, welcher auch von der Transall benutzt werden sollte. Nun sah man auch hier die Möglichkeit, ins Konsortium zurückzukehren. Im Mai 1996 beschloss die Bundesrepublik, das DASS zu kaufen, obwohl kein deutsches Unternehmen mehr an der Entwicklung und Produktion beteiligt war. Der nationale Alleingang hatte sich als zu teuer erwiesen. Spitzenmanager von DASA und GEC-Marconi trafen im Juli zusammen, da DASA einen Produktionsanteil wollte. Dies scheiterte jedoch, sodass mehrere zehn Millionen Mark für die Entwicklung von Radarwarnern, elektro-optischen Raketenwarnern und einem Schleppstörsender letztlich verloren waren. DASA blieb nichts anderes übrig, als anderweitig um Kunden für diese Systeme zu werben. Im August 1996 wurde der Schleppstörsender zum ersten Mal mit DA2 getestet. Im April 1997 wurde die Möglichkeit den aktiven Radarstörsender GEN-X über die Dispenser abwerfen zu können, fallen gelassen. Ende 1997 versuchte DASA noch, zumindest den Auftrag für die Schleppstörsender der deutschen Eurofighter zu gewinnen. Anfang 1998 wurde der erste Überschallflug von DA2 mit dem Schleppstörsender und sechs Flugkörpern absolviert, während DASA weiterhin versuchte einen Fuß in das Programm zu bekommen und die Bundesluftwaffe den GEC-Marconi Schleppstörsender auch auf dem Panavia Tornado testete. Bis Anfang 1998 war der GEC-Marconi Schleppstörsender, der nun „Ariel“ genannt wurde bis Mach 2 getestet, während DASA weiterhin für seinen Schleppstörsender, der nur bis Mach 1,4 getestet war und nicht in den Defensive Aids Computer (DAC) integriert war, Lobbyarbeit betrieb. Die Freigabe des gesamten DASS wurde mit den IPAs vorgenommen.
Im Zuge der Future Offensive Air System (FOAS) Studie starteten 1993 die Arbeiten zum AMSAR. Das FOAS sollte diese Technologie nutzen, um kleine Radaranlagen an Flügelwurzeln, Vorderrumpf und Heck zu tragen, um das Sichtfeld zu erhöhen. Dies würde auch die Flexibilität im Kampf erhöhen, da Gegner geortet und mit Flugkörpern beschossen werden könnten, ohne die Flugzeugnase auf sie zu richten. Im Jahr 2000 folgte nach der Festlegung des Eurofighters als Hauptplattform für FOAS die ominöse Ankündigung, dass Eurofighter der Tranche 3, welche ab 2010 ausgeliefert werden sollten, eine 360°-Sensorabdeckung besitzen sollten. 2001 wurde schließlich der Produktionsvertrag für Tranche-1-Maschinen unterzeichnet, gleichzeitig trat EADS/DASA dem Konsortium bei.
Am 13. Juni 2003 wurde schließlich der erste seriengefertigte Eurofighter der Öffentlichkeit vorgestellt. Die Bundeswehr nahm die Maschine am 4. August desselben Jahres ab. Das komplette Praetorian-Selbstschutzsystem steht aber erst ab Tranche 1 Block 2B zur Verfügung. Verschiedene Andeutungen lassen darauf schließen, dass die Raketenwarner ab Tranche 2 Block 10, zusammen mit den Low-Band-Antennen, kampfwertgesteigert wurden. Ab Mitte 2014 steht auch ein aktiver, abwerfbarer Radarstörsender der europäischen Selex ES zur Verfügung, der auf Kundenwunsch eingerüstet werden kann.

## Überblick

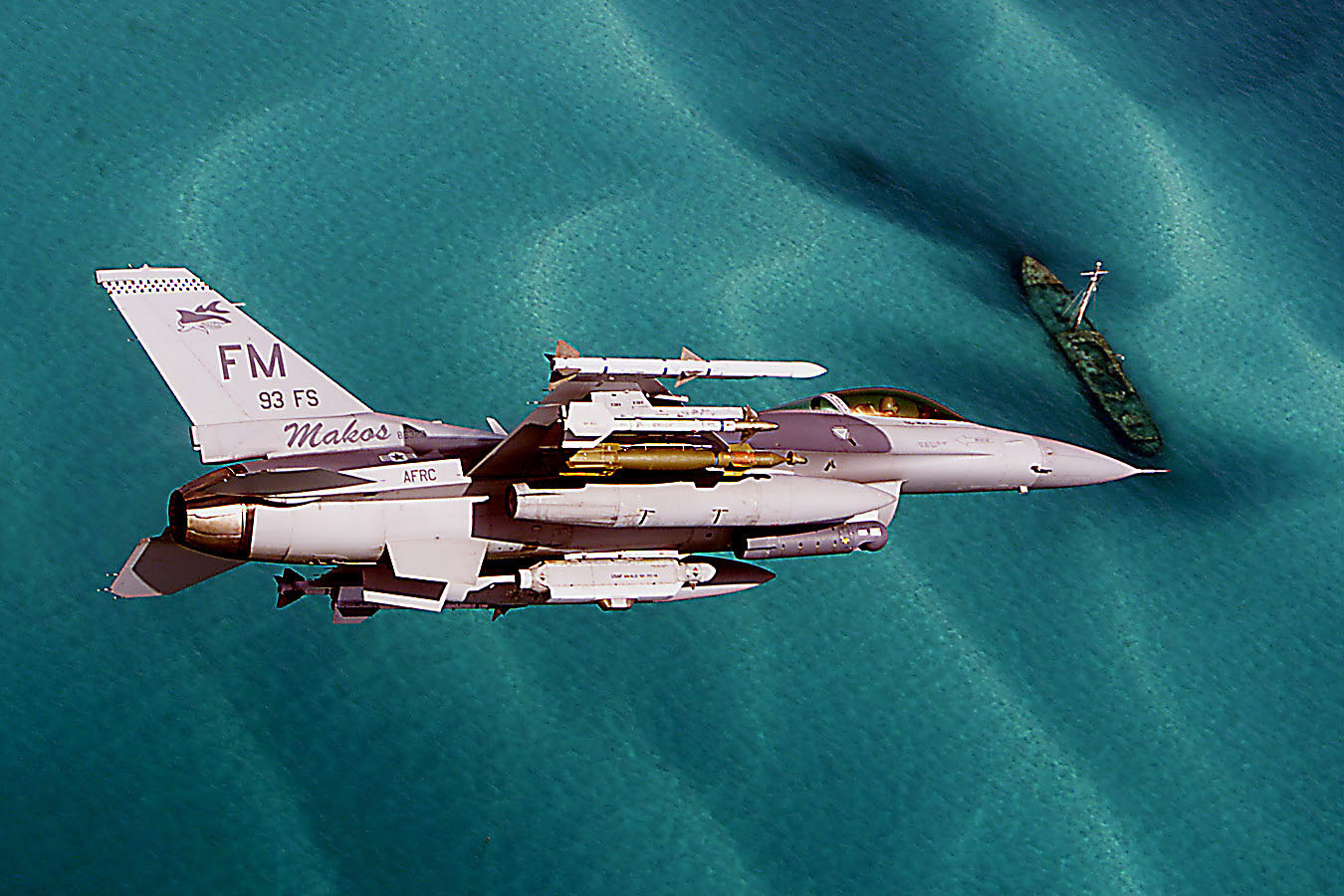
F-16 mit ALQ-131 am zentralen Rumpf

Vor dem Vietnam- und Sechstagekrieg spielte der elektronische Kampf für taktische Kampfflugzeuge keine Rolle: Radarwarner waren nicht vorhanden, Flugkörper mussten mit bloßem Auge erkannt werden, Täuschkörper und das Stören von Radarsystemen wurde für nicht notwendig erachtet. Erst die Probleme mit Flugabwehrraketen in diesen Kriegen ließen Düppelwerfer und Abstandsstörer wie die EB-66 als notwendig erscheinen. Taktische Störsender und AGM-45 Shrike für Kampfflugzeuge wurden nur für das Wild Weasel Konzept vorgesehen. Auch die Flugzeuge der Nachfolgegeneration (F-14/15/16/18, MiG-29, Su-27, Tornado) verfügen im Gegensatz zu Bombern nur über eine bescheidene interne Ausrüstung für den elektronischen Kampf, bei Bedarf werden hier externe Behälter wie der AN/ALQ-131 mitgeführt. Erst bei der neusten Generation von Kampfflugzeugen (Eurofighter, Rafale, MiG-MFI, F-35) sind alle Systeme im Rumpf integriert, um den Luftwiderstand zu reduzieren. Neben dem Einsatz von Active Electronically Scanned Arrays als Störsender wurden auch Schleppstörsender entwickelt, um aktiv radargelenkte Raketen wie AIM-120 und R-77 zu kontern.
Gleichzeitig wurden die einzelnen Subsysteme auch immer leistungsfähiger: Der Radarwarnempfänger SPO-15LM einer MiG-29 und Su-27 besteht z. B. nur aus einer Analoganzeige, welche die Signalstärke, den Winkel der größten Radarbedrohung und den Typ der größten Bedrohung (AWACS, Luftraumüberwachungsradar, SAM kurzer Reichweite, SAM mittlerer Reichweite, SAM großer Reichweite, Kampfflugzeugradar) anzeigt. Der Azimutwinkel wird durch acht Azimutsektoren in der vorderen Hälfte angezeigt, im hinteren Bereich wird nur zwischen hinten rechts und hinten links unterschieden. Die Elevationsanzeige zeigt an, ob der Emitter, der die größte Bedrohung darstellt über oder unter der eigenen Maschine, oder auf gleicher Höhe ist. Der Radarwarner einer F-16 hat hingegen eine Digitalanzeige, in der das Geschehen direkt von oben abgebildet wird, und ist ergonomisch günstiger platziert. Die Winkelbestimmung ist hier wesentlich präziser und ermöglicht dem Piloten die gleichzeitige Beobachtung mehrerer Emitter. Diese werden durch den Computer identifiziert, sodass der Typ (Su-27, F-15 usw.) angezeigt werden kann. Die Messung ist aber nicht präzise genug, um die Entfernung zu bestimmen, stattdessen wird die Entfernung vom eigenen Flugzeug auf der Anzeige nach der Bedrohungslage und der Signalstärke gewählt.

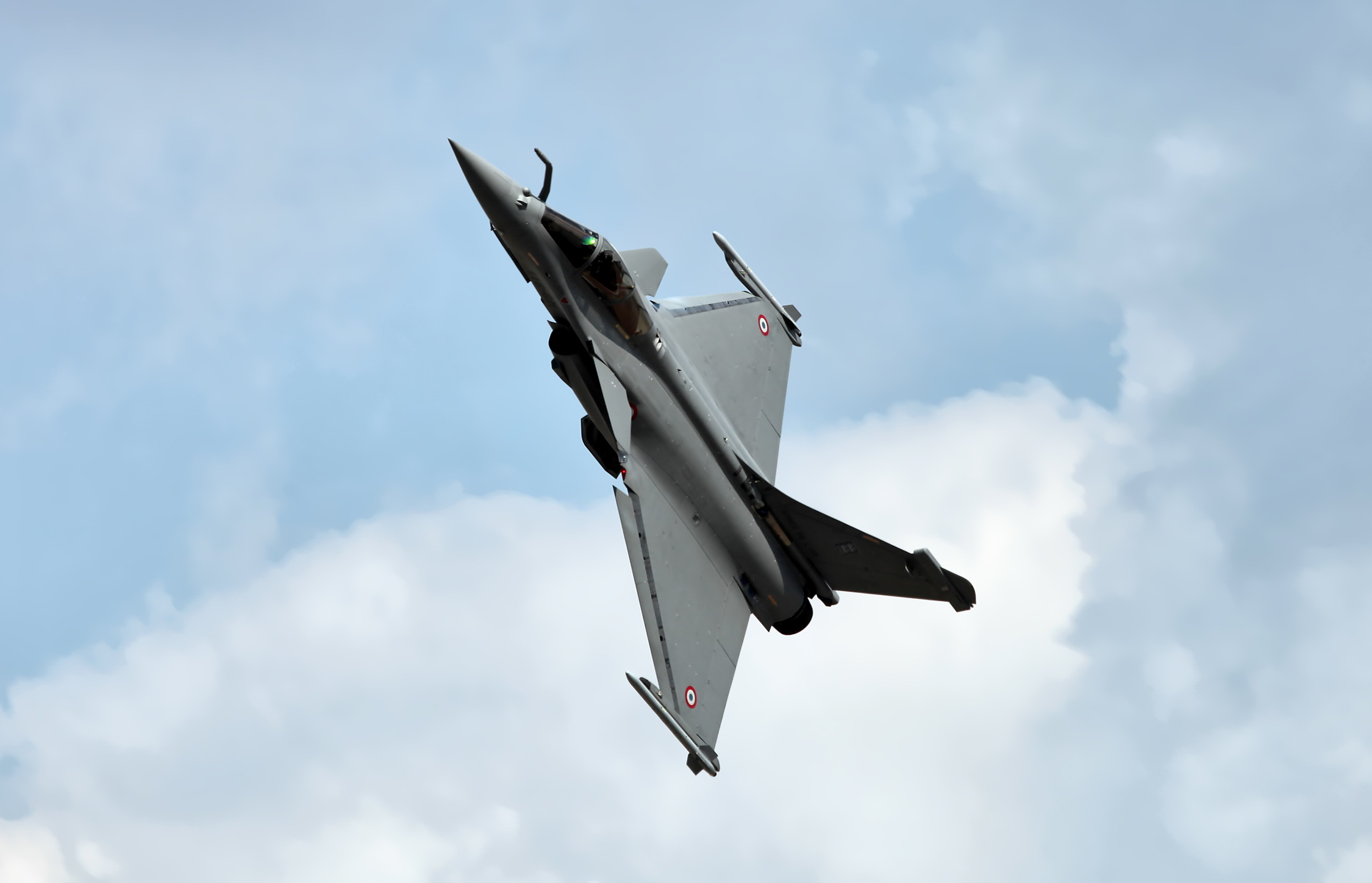
Die Rafale kann sich vor Radargeräten durch aktive Auslöschung tarnen

In den letzten Jahren wurde intensiv daran geforscht, Emitter rein passiv zu lokalisieren. Das Problem hierbei ist, dass auf größere Entfernungen die Winkelverschiebungen zu gering sind, und man so auf mehrere Plattformen angewiesen ist, welche einen Winkel zum Emitter bestimmen müssen und das Ergebnis fusionieren, um einen Schnittpunkt zu bestimmen. Da nicht alle Empfänger denselben Puls zur selben Zeit Empfangen ist eine Synchronisierung kaum möglich; BAE Systems entwickelte deshalb eine Methode, bei der die Signale unabhängig voneinander Empfangen und anschließend verglichen werden. Das System soll auch in der F-35 zum Einsatz kommen. Auch das AN/ALR-94 der F-22 ist präzise genug, um zur Entfernungsbestimmung und damit auch Feuerleitung zu dienen. Beim Eurofighter wird die Fähigkeit zur Emitterverfolgung zur passiven Feuerleitung weniger in den Vordergrund gestellt, stattdessen wird die Möglichkeit betont, Luftkämpfe auch auf weite Entfernung mit dem IRST rein passiv zu führen.
Raketenwarngeräte auf UV-, IR- oder Radarbasis kamen in den 1980er Jahren auf, um vor infrarotgelenkten Raketen wie der AIM-9 Sidewinder zu warnen. Da UV-Systeme nur den Abgasstrahl eines (Raketen)Triebwerks orten können, sind diese bei modernen Kampfflugzeugen zunehmend unbeliebt. Radarbasierte Systeme sind dabei wetterunabhängiger, die Entfernung kann einfacher bestimmt werden und die Antriebsphase (gezündet/abgebrannt) des Flugkörpers spielt keine Rolle. Nachteilig ist allerdings die relative Winkelungenauigkeit sowie die Ortbarkeit des Radars. Die Reichweite von infrarotbasierten Systemen ist wetter- und antriebsphasenabhängig und die Entfernungsbestimmung auf eine Winkeländerung zur sequentiellen Triangulation angewiesen. Allerdings ist das System passiv und kann vom Gegner nicht geortet werden. Welches System angewendet wird, ist Geschmackssache, so verwenden z. B. alle israelischen Helikopter Radar-Raketenwarner. Ältere Systeme wie das AN/ALQ-156A arbeiten ungerichtet, um im Nahbereich sektorenweise Bedrohungen zu orten. Moderne Systeme, wie auf den Panzerfahrzeugen Merkava oder K2 Black Panther, verwenden phasengesteuertes F/G-Band (3–6 GHz) bzw. Ka-Band-Radar (ca. 35 GHz), um Bedrohungen präzise zu orten.
Bedingt durch die Entwicklung von IRST mit Laserentfernungsmessern werden die Eurofighter auch mit Laserwarnern ausgerüstet, nachdem Fackeln bereits im Falklandkrieg ihre Nützlichkeit bewiesen. Die BOL-Dispenser von Saab sorgen dabei mit 2 × 160 Paketen für die großflächige Kontaminierung des Luftraums mit Radarreflektoren oder Infrarotquellen, während die Cobham-Dispenser mit 2 × 16 programmierbaren Täuschkörpern auf Klasse statt Masse setzen. Die für diese Dispenser vorgesehenen aktiven Radarköder fielen allerdings dem Budget zu Opfer, zurzeit ist nur der „intelligente“ Ausstoß von Fackeln möglich.

## Technik

### Defensive Aids Computer

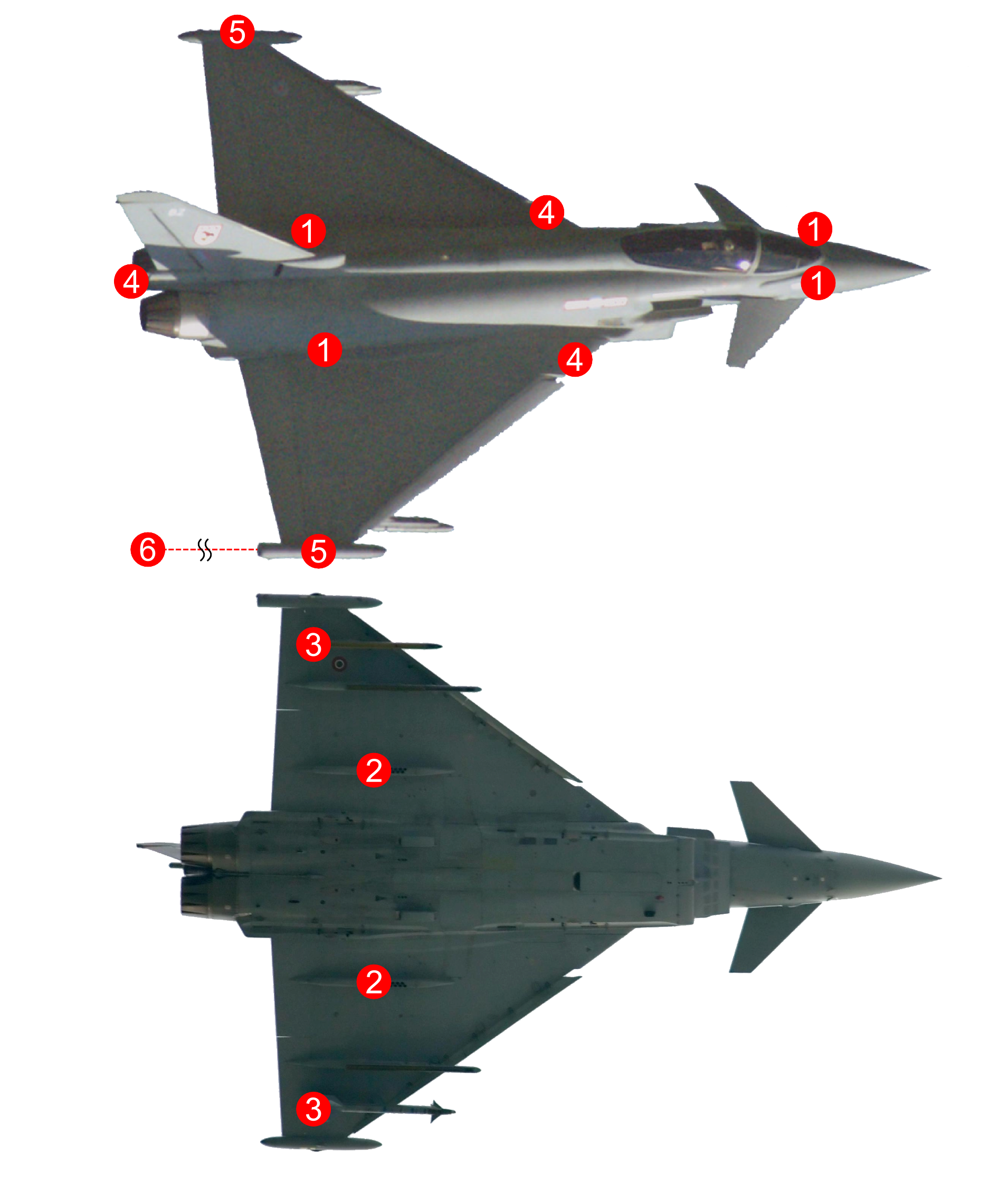
Position der Subsysteme:
1. Laserwarner
2. Cobham-Dispenser
3. BOL-Dispenser
4. Raketenwarner
5. ESM/ECM-Pods
6. Schleppstörsender

Das Selbstschutzsystem besteht aus Antennen für elektronische Gegenmaßnahmen (ECM) und elektronische Unterstützungsmaßnahmen (ESM), sowie Raketenwarnern (MAW), Laserwarnern und Täuschkörperwerfern. Das System ist auf bis zu 22 LRUs aufgeteilt. Die einzelnen Bestandteile werden von dem Defensive Aids Computer (DAC) über MIL-STD-1553-Datenbusse angesteuert, während der Rechner selbst über Glasfaserleitungen nach STANAG 3910 an die Avionik angebunden ist. Das gesamte System wird von fünf Radstone PowerPC-4-Prozessoren gesteuert, was die Rechenleistung gegenüber den ursprünglichen fünf Motorola 68020 verzehnfachte. Im Normalfall arbeitet es vollautomatisch, was den Piloten im Gefecht erheblich entlastet. Es gibt aber auch manuelle Übersteuerungsmöglichkeiten.
Die ESM/ECM-Flügelspitzenbehälter des Eurofighter Typhoon beinhalten hochsensible Überlagerungs-Breitbandempfänger, die neben ihrer Funktion als Radarwarnempfänger auch in der Lage sind andere elektronische Emissionen aufzuspüren wie z. B. Funk- und Datenübertragung oder Störversuche. Das System führt eine ständige passive Suche im Frequenzbereich von 100 MHz bis 18 GHz durch, bei späteren Versionen vermutlich bis zu 40 GHz. Die von den Sensoren empfangenen Signale werden analysiert, kategorisiert, identifiziert, priorisiert und lokalisiert. Diese Informationen werden zusammen mit den Daten der Laserwarner an den Defensive Aids Computer (DAC) weitergeleitet, wo mit Hilfe einer Bibliothek, die 65.536 Signalbeispiele (Stand 2012) enthält, der DAC den Typ des Senders identifiziert, feststellt in welchem Betriebsmodus er sich befindet, um welches Waffensystem es sich handelt und entsprechend der Gefährlichkeit eine Prioritätenreihung durchführt. Dazu kann der DAC auf die Kinematik des eigenen Flugzeuges, die Positionen der Antennen am Flugzeug, die Stellung der Auftriebshilfen sowie auf eine Datenbank mit Radar- und Infrarotquerschnitten sowie der optischen Signatur der Eurofighters aus jedem Winkel zugreifen. Durch die Identifizierung der gegnerischen Plattform auf Basis von Emitter-Identität oder vermutetem Zieltyp, basierend auf Systemen, die sich im Inventar des Gegners befinden, wird die mögliche Waffenlast des Gegners bestimmt, sowie ihre effektive Reichweite und taktische Einsatzmöglichkeit. Diese Bibliotheken sind für die Eurofighter-Betreiber frei programmierbar und können jederzeit der aktuellen Bedrohungslage angepasst werden.
Beim Flug mit hohen g-Lasten werden Informationen vom Flight Control System (FCS) an das ESM gesendet, um die Verbiegung der Tragflächen bei der Positionsbestimmung der Ziele zu berücksichtigen. Das ESM schätzt dabei die Entfernung zum Ziel, basierend auf der Signalamplitude. Die Peilgenauigkeit ist mit weniger als 1° höher als beim CAPTOR-Radar. Durch seine hohe Winkelpräzision kann das System auch zur Geolokalisierung von Emittern und Feuerleitung verwendet werden. Die Positionsbestimmung von Luftzielen ist dabei herausfordernd, da sich diese in unbekannter Entfernung mit unbekanntem Kurs und unbekannter Geschwindigkeit bewegen. Um das Problem zu lösen, werden zwei Kalman-Filter für ein rekursives Interacting Multiple Model (IMM) verwendet, welches die Antennenpositionen, Interferometriemessungen zur Winkelbestimmung, das Pulse Descriptor Word (PDW), Missionsdaten, Echtzeit-Randbedingungen und Trackdaten von anderen Sensoren verwendet, um Entfernung, Geschwindigkeit and Heading des Ziels auszugeben. Ist die Winkeländerung zu gering, z. B. weil sich der Sender in großer Entfernung oder direkt vor dem Flugzeug befindet, gibt es zwei Möglichkeiten:
Die Flügelmänner senden über den Datenlink Winkelmessungen und das PDW. Diese Daten werden über Winkel, Signal-Rausch-Verhältnis, SEI (Specific Emitter ID of the threat/target radar) über der Zeit korreliert. Die eigene Maschine und die der Flügelmänner können so die Zielpositionen bestimmen, da der Abstand zwischen den eigenen Flugzeugen bekannt ist (Triangulation). Steht diese Option nicht zur Verfügung, greift die zweite Möglichkeit: Der DAC errechnet, ob über den Emitter genügend Informationen vorliegen, um dem Piloten eine Manöveranweisung auf das HUD zu geben. Ist dies der Fall, stehen zwei Standardmanöver zur Verfügung: Beim 2-turn werden zwei 90° Kurven mit einer Geraden dazwischen geflogen, sodass die Flugrichtung nach dem Manöver mit der vorhergehenden identisch ist. Das zweite Manöver ist sinusoid, im Prinzip wird der Emitter hier im Zickzack angeflogen. Die Einblendungen im HUD sind wie beim Ausweichen von Flugkörpern; ein Pfeil gibt die Richtung und g-Kraft an, zusätzlich werden der Kurs und die Dauer des Manövers eingeblendet.
Für den Fall, dass keine Antenne im Seitenleitwerk existiert (siehe unten), gibt es ein zweites Patent von BAE Systems, welches nur mit Azimutmessungen, Manövereinblendungen und Datenlinks die Zielpositionen in drei Dimensionen errechnen kann. Die Datenverarbeitung ist hier mit 12 Kalman-Filtern aufwändiger, da Winkelmessungen, das PDW und andere Dinge auch intern in einer Datenbank korreliert werden müssen. Das Interacting Multiple Model unterscheidet hier noch, ob das Luftziel manövriert oder seinen Kurs beibehält. Sonst ist die Datenverarbeitung mit der oben beschriebenen identisch. Die maximale Reichweite der Methode wird mit 120 nm (216 km) angegeben.
Prinzipbedingt ist dies nur in der vorderen Hemisphäre möglich, da der rechte Pod hinten die Schleppstörsender enthält. In der hinteren Hemisphäre ist nur eine grobe Angabe des Winkels (6–18 GHz bzw. 32–38 GHz) oder des Sektors (0,1–6 GHz) wie links unten, rechts oben usw. möglich.

### Elektronische Kampfführung

#### ESM-ECM
Als die Anforderungen an ein ECM-System für das European Fighter Aircraft (EFA) veröffentlicht wurden, konnten diese nur durch Antennen mit aktiver elektronischer Strahlschwenkung erfüllt werden. Da die effektive Strahlungsleistung damaliger AESA-Antennen noch gering war, wurde auf den technischen Fortschritt während der Entwicklung gesetzt. Elettronica und GEC Marconi bekamen schließlich den Zuschlag für das erste ECM-System, das komplett aus Halbleiterbauteilen besteht.
Die einzelnen Sende- und Empfangsmodule bestehen dabei aus Vivaldi-Antennen, die auch passiv Emitter lokalisieren können. Die Antennen befinden sich vorne in den Flügelspitzenbehältern und eine weitere am hinteren Ende des linken Pods. Die T/R-Module der AESAs sind als MMIC auf GaAs-Basis gefertigt und arbeiten im Frequenzbereich von 6–18 GHz. Die Leistung pro Modul liegt bei 27 dBm (0,5 Watt), bevor die Energie in einem Verstärker um 20 dB (100-fach) verstärkt und nach einem Wechselschalter abgestrahlt wird, sodass pro Vivaldi-Antennenplatte 50 Watt Abstrahlleistung erreicht werden. Jede Antennenplatte ist als Hybridschaltkreis aufgebaut und enthält an ihrem Ende eine Reihe von Vivaldi-Antennen, ähnlich gespreizter Finger. Diese Platten werden übereinander gestapelt und als AESA im Pod verbaut. Die Antennen können dabei unabhängig voneinander oder gemeinsam arbeiten. So kann eine vordere AESA-Antenne ein Ziel beispielsweise mit Noise Jamming belegen, während die andere sich um weitere Ziele kümmert. Wenn die Störenergie beider Behälter in Phase auf ein Ziel fokussiert wird, steigt die effektive Strahlungsleistung am Ziel um 6 dB (doppelte Feldstärke) an. Durch die räumliche Trennung der Pods, die Wahl aktiv phasengesteuerter Antennen und Multi-Bit-DRFM konnte auch Cross-Eye-Jamming verwirklicht werden.

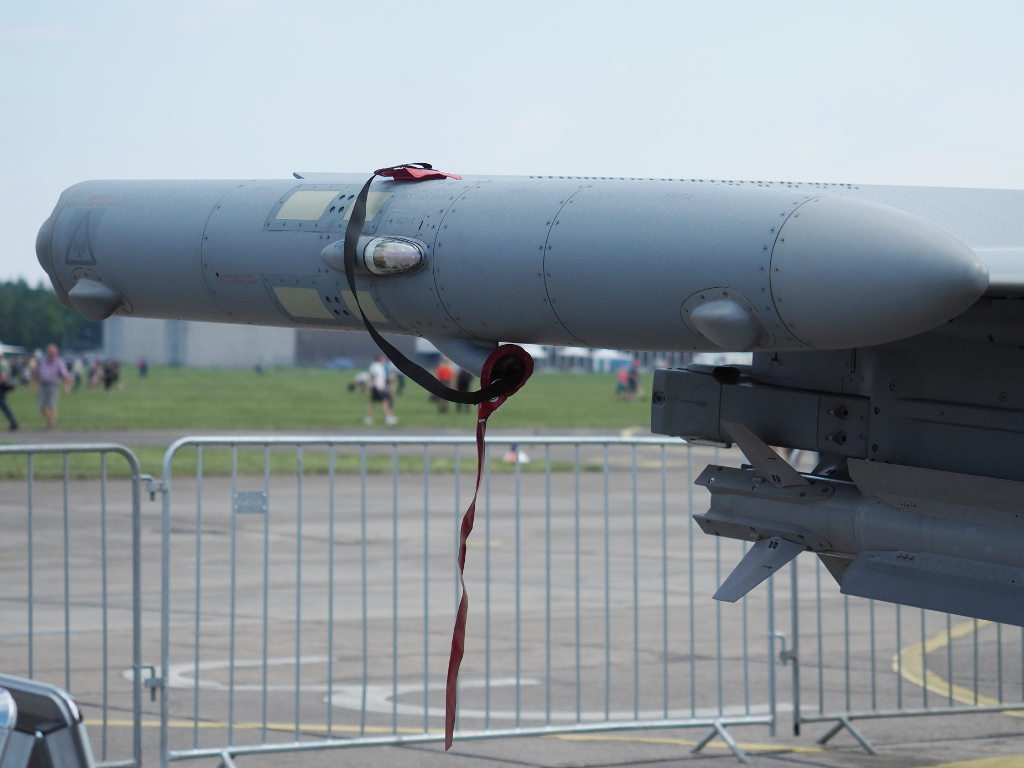
Nahaufnahme des rechten Flügelspitzenbehälters

Als Ergänzung zu den aktiv phasengesteuerten Vivaldi-Antennen enthält die Vorderseite jedes Pods zusätzlich zwei nach außen gerichtete Spiralantennen. Am hinteren Ende des linken Pods befinden sich vier Antennen, um die gesamte Abdeckung der hinteren Hemisphäre sicherzustellen und so eine 360°-Abdeckung zu gewährleisten. Während die Vivaldi-AESAs als kompakte Geräte mit Antenne, Transceiver und Energieversorgung ausgelegt sind, werden niedrigere Frequenzen durch die Spiralantennen abgedeckt, deren Subsysteme über den Pod und das Flugzeug verteilt sind. Im Zuge von Phase 1 Enhancement (P1E) werden diese durch neue Antennen mit Polarisationsdiversität ersetzt, um zwischen horizontal, vertikal, links- und rechtsdrehend zu unterscheiden. Das Eingangssignal wird zu einem Preselector geleitet, vermutlich wird dieser alles über 6 GHz abblocken, da dieser Frequenzbereich bereits von den AESAs abgedeckt wird. Abschließend folgt ein Downconverter zur Abmischung des Signals. Die LRUs für Preselector, Downconverter und die Monopulseinheit sind zwischen den AESA-Geräten in der Mitte des Pods untergebracht. Damit kann das Selbstschutzsystem einen Frequenzbereich herunter bis zu 100 MHz abdecken. An den Pods befinden sich noch im vorderen und hinteren Bereich kleine Beulen, welche ECM-Antennen unter einem Radom darstellen. Die dafür notwendige Elektronik ist in den anderen LRUs integriert, da der Techniques Generator nicht nur das passive Tracking von Emittern beherrscht, sondern auch Multi-Bit-DRFM. Cross-Eye-Jamming, sowie präzise Kontrolle von Amplitude, Phase und Polarisation sind nachrüstbar. Die ECM-Antennen in den Beulen müssten folglich irgendwo im Frequenzbereich zwischen 0,1 und 6 GHz senden. Durch die kleine Baugröße und relativ große Wellenlänge ist der Antennengewinn und somit auch die effektive Strahlungsleistung gering, sodass Luftraumsuchradare realistischerweise nur mit Impulsantwortstörungen belegt werden können. Die Möglichkeit Amplitude, Phase und Polarisation zu kontrollieren würde es auch ermöglichen das Flugzeug gegenüber frequenzträgen oder -beschränkten Radaren durch aktive Auslöschung zu tarnen, wie es bereits bei der Rafale genutzt wird. Ab Phase 1 Enhancement (P1E) sind neue Antennen mit Polarisationsdiversität eingerüstet, der Frequenzbereich wurde erweitert, die Abstrahlleistung erhöht und verbesserte DRFM- und EloGM-Techniken sind möglich. Bei Maschinen der Tranche 3 wurde die Abstrahlleistung bei niedrigen Frequenzen weiter gesteigert.
Wie bereits oben erwähnt, konnte im Laufe der Entwicklung der Pod im Seitenleitwerk wegfallen. Prinzipbedingt wäre hier eine Antenne nötig, um den Elevationswinkel von Emittern zu bestimmen. An der ehemaligen Position des Pods ist in offiziellen Schnittzeichnungen des Eurofighters eine Haifischflossen-Antenne auf einem im Leitwerk integrierten Sockel unterhalb des Radoms für die UHF/IFF-Antenne, welche sich in der Seitenleitwerksspitze befindet, zu sehen. Augenscheinlich befindet sich an der eingezeichneten Position aber kein Radom und somit auch keine Antenne. Denkbar ist, das die Antenne wie bei der Raptor in die Vorderkante des Leitwerks integriert wurde, oder ebenfalls unter das Radom der UHF/IFF-Antenne in der Seitenleitwerksspitze wanderte. Zur 3D-Positionsbestimmung von Emittern wird diese aber nicht zwingend benötigt, siehe oben.

#### Schleppstörsender

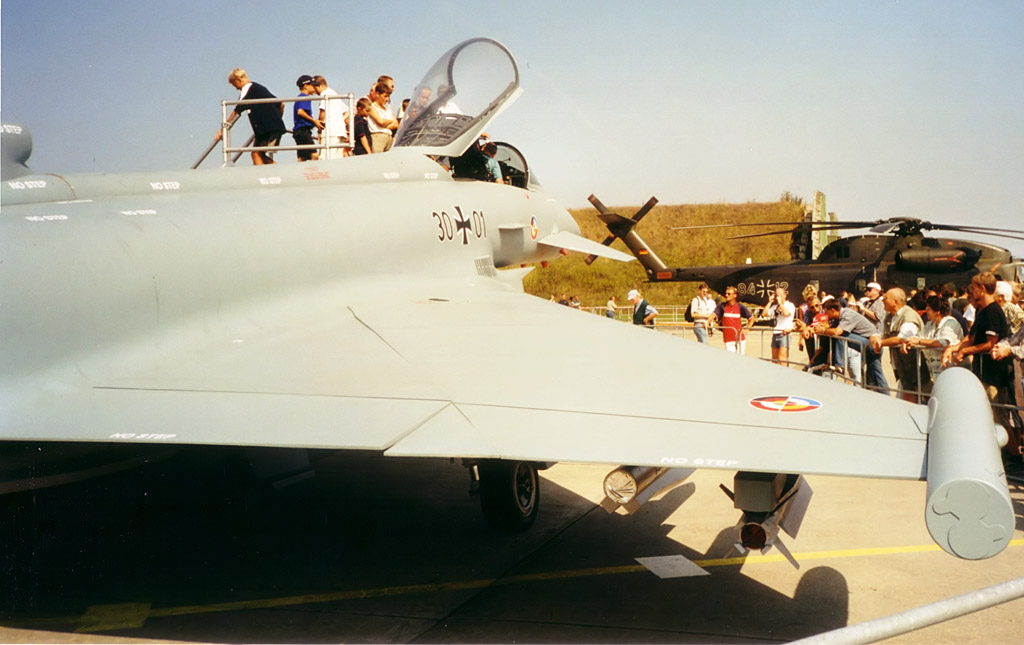
Rechter Pod mit Verschlusskappen für die Ariel-Mk-II-Schleppstörsender

Im hinteren rechten Flügelspitzenbehälter befinden sich zwei Schleppstörsender Ariel Mk II von SELEX Galileo, von denen jeweils einer an einem 100 m langen Kevlarkabel hinter dem Flugzeug gezogen werden kann. Zur Datenübertragung ist ein Glasfaserkabel eingearbeitet, sowie eine separate Stromleitung für die Energieversorgung. Der Schleppstörsender arbeitet dabei im Frequenzbereich von 6 bis 20 GHz, deckt fast die gesamte Sphäre ab und kann nach der Benutzung wieder eingeholt werden. Es ist für Geschwindigkeiten bis Mach 2 und Lastvielfache von +9/-3g freigegeben. Ariel wird dabei vom Techniques Generator angesteuert, um Flugkörper mit Home-on-jam-Technik unschädlich machen oder als Radarköder zu arbeiten, der radargelenkten Waffen ein größeres und attraktiveres Ziel bietet als das Trägerflugzeug. Dabei werden zusammen mit den ECM-Antennen in den Flügelspitzenbehältern die vom Täuschkörperwerfer ausgestoßenen Düppelwolken angestrahlt, um sie als Scheinziel noch lohnender erscheinen zu lassen. Im Zuge von Phase 1 Enhancement (P1E) wird der störbare Frequenzbereich auf bis zu 4 GHz (G-Band) abgesenkt, und die Effektive Strahlungsleistung erhöht.

### Raketenwarner

#### AMIDS
Über die Raketenwarner (Missile Approach Warner, MAW) des Eurofighter Typhoon ist am wenigsten bekannt. Bei dem System soll es sich um das Advanced Missile Detection System (AMIDS) von Elettronica und SELEX Galileo handeln. Dabei wird Puls-Doppler-Radar verwendet, um Bedrohungen zu orten. Insgesamt sind drei Warner vorhanden, je einer in den beiden Tragflächenwurzeln und einer im Heck. Über sie wird jede auf das Flugzeug abgefeuerte Rakete registriert und dem Piloten auf der DASS-Anzeige angezeigt, ebenso deren Position. Auch eine Unterscheidung nach Infrarot- oder Radarsteuerung erfolgt. Elettronica liefert dabei die Transmitter der Raketenwarner.
GEC-Plessey Avionics erhielt 1991 den Auftrag zur Entwicklung der Raketenwarner für das EFA. Dabei war auch von einem Teststand für Radarfrequenzen bis 40 GHz die Rede, mit der Option diese später auf 95 GHz zu erhöhen. In einer wissenschaftlichen Publikation aus dem Jahr 1994 von Elettronica werden Radar- und EW-Systeme auf MMIC-Basis vorgestellt; alle dort aufgeführten und abgebildeten Systeme sind als Teil der DASS-AESA-Antennen erkennbar. Im Paper wird auch ein MMIC-Downconverter für den Frequenzbereich von 32–38 GHz vorgestellt. 1997 wurde verkündet, dass GEC-Marconi mit der Produktion von Phased-Array-Antennen im Frequenzbereich von 35–40 GHz für „military radar and communication systems“ begonnen habe. 2005 zeigte BAE Systems in einer Technologiepräsentation einen Ka-Band pHEMT MMIC im Frequenzbereich von 32–38 GHz, mit dem Hinweis auf Sucher- und Radaranwendungen.
Da GEC-Plessey Avionics, GEC-Marconi, BAE Systems und SELEX Galileo fusionsbedingt verschiedene Namen für dasselbe Unternehmen sind und keine offizielle Anwendung eines Ka-Band AESA-Radars des Unternehmens bekannt ist, kann mit hoher Wahrscheinlichkeit geschlossen werden, das dies für den Eurofighter entwickelt und produziert wurde. Folglich werden die Raketenwarner aktives phasengesteuertes Ka-Band Radar im Frequenzbereich von 32–38 GHz einsetzen, um Objekte innerhalb einer Sphäre um den Typhoon, mit Ausnahme direkt darüber und darunter, lokalisieren und verfolgen zu können. Quellen bestätigen ebenfalls, das Millimeterwellenradar eingesetzt wird. In Schnittbildern des Eurofighters ist erkennbar, dass die Systeme in den vorderen Flügelwurzeln zweiteilig sind. Da Elettronica die Transmitter liefert und das Paper Downconverter für das Ka-Band vorstellte, ist es wahrscheinlich, dass die vorderen Antennen getrennte Sende- und Empfangsmodule verwenden, um als FMCW-Radar zu arbeiten. Der Grund hierfür liegt in der Gefahr, dass feindliche Anti-Radar-Flugkörper die Sender ansteuern, weswegen diese [[Betriebsmodus (Radar)#Low Probability of Intercept (LPI)|Low Probability of Intercept (LPI)]] Eigenschaften besitzen müssen. Bereits 1987 in der ersten Konzeption wurde erklärt, dass die Raketenwarner mit minimalem Signal-Rausch-Verhältnis senden sollten. Weitere Fähigkeiten können geschlussfolgert werden:

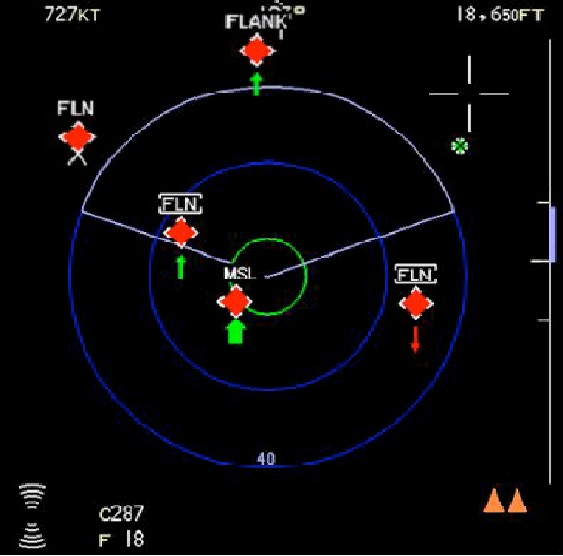
DASS-Anzeige mit EloGM-Infos:
Grüner Pfeil: Eurofighter stört Ziel
Roter Pfeil: Ziel stört Eurofighter

- Da Kampfflugzeuge eine signifikant größere Rückstrahlfläche als Lenkwaffen aufweisen, können diese auf wesentlich größere Entfernung geortet und verfolgt werden. Begründung: Das Helmet Mounted Symbology System (HMSS) stellt laut BAE Systems die Position gegnerischer Maschinen und Lenkwaffen auf dem Helmdisplay dar, wobei die Zieldaten nur von den Raketenwarnern kommen können, da sonst die Positionsbestimmung gegnerischer Lenkwaffen nicht möglich wäre.[60] Diehl BGT Defence erwähnt im Produktflyer der IRIS-T, dass die Waffe auch mit Hilfe der Raketenwarner auf Ziele eingewiesen werden kann.[61] Das Bild rechts stammt aus der Eurofighter-Präsentation für Norwegen. In dem abgebildeten DASS-Display ist ein „MSL“-Kontakt in direkter Nähe zu sehen, sowie mit „FLN“ und „FLANK“ beschriftete Ziele in bis zu 50 nm (90 km) Entfernung.[48]
- Das System verfügt über Non Cooperative Target Identification (NCTI) Eigenschaften. Begründung: Die Ziele werden von den MAW zwar geortet, aber nicht identifiziert. Die italienische Fachzeitschrift PANORAMA DIFESA berichtete Mitte 2013, dass das DASS Bedrohungen ab Block 10 durch einen Datenbankabgleich identifizieren könne und gegebenenfalls Fackeln und Düppel auslöse. Die Signaturen der Ziele müssten vor dem Start hochgeladen werden.[62] Da das ESM bereits zur Zielidentifizierung geeignet ist und die Formulierung „die Signaturen der Ziele müssen vor dem Start hochgeladen werden“ auch auf das EuroRADAR CAPTOR zutrifft, sind wohl die Raketenwarner damit gemeint. Siehe auch „FLN“ und „FLANK“ oben.
- Das System kann auch zur Freund-Feind-Abfrage verwendet werden. Begründung: Mit dem STANAG 4579 existiert seit 2001 ein NATO-IFF-System, das im Ka-Band sowohl Abfragen aus auch Antworten durchführt. Das System ist auch als NATO BTID (Battlefield Target Identification Device) bekannt. Antwortsender sollen auf allen Plattformen untergebracht werden, während Abfragesender nur für Offensiv- und Aufklärungsplattformen vorgesehen sind.[63] Damit soll koalitionsstreitkräfteübergreifendes Blue-Force-Tracking möglich werden, sowie der Eigenbeschuss reduziert werden.[64] Die Eurofighter könnten sich so gegenseitig identifizieren, was besonders im Nahkampf vorteilhaft wäre, da schneller als NCTI.
- Die Raketenwarner können auch bewegte Bodenziele orten. Begründung: Um anfliegende Raketen vor dem Hintergrund orten zu können, muss die Dopplerverschiebung ausgewertet werden (Moving Target Indication). Um auch bewegte Bodenziele orten zu können, muss lediglich eine sehr geringe Frequenzverschiebung gemessen werden. Da STANAG 4579 auch für Bodenfahrzeuge gedacht ist und die Dopplerverschiebung sowieso gemessen wird, ergibt sich kein besonderer Aufwand. So soll das HMSS ab Block 10 auch Bodenziele darstellen.[65] Denkbar ist bei dieser Meldung aber auch, das diese Ziele von PIRATE oder CAPTOR geortet werden oder Festziele sind, die vor dem Start einprogrammiert wurden.
- Die Ka-Band AESAs können auch für EloUM und EloGM verwendet werden. Begründung: Active Electronically Scanned Arrays können auf verschiedenen Frequenzen gleichzeitig senden und empfangen und das in verschiedene Richtungen. 2005 wurde im Journal of Electronic Defense berichtet, dass bei Flugzeugen ab Block 10 das Frequenzband des ESM-Systems von bis zu 18 GHz auf bis zu 40 GHz gesteigert werden solle.[38] Da seitdem keine Umbauten am DASS stattfanden – die Antennen waren ja bereits da – wurde diese Fähigkeit wahrscheinlich per Software-Update aufgespielt.

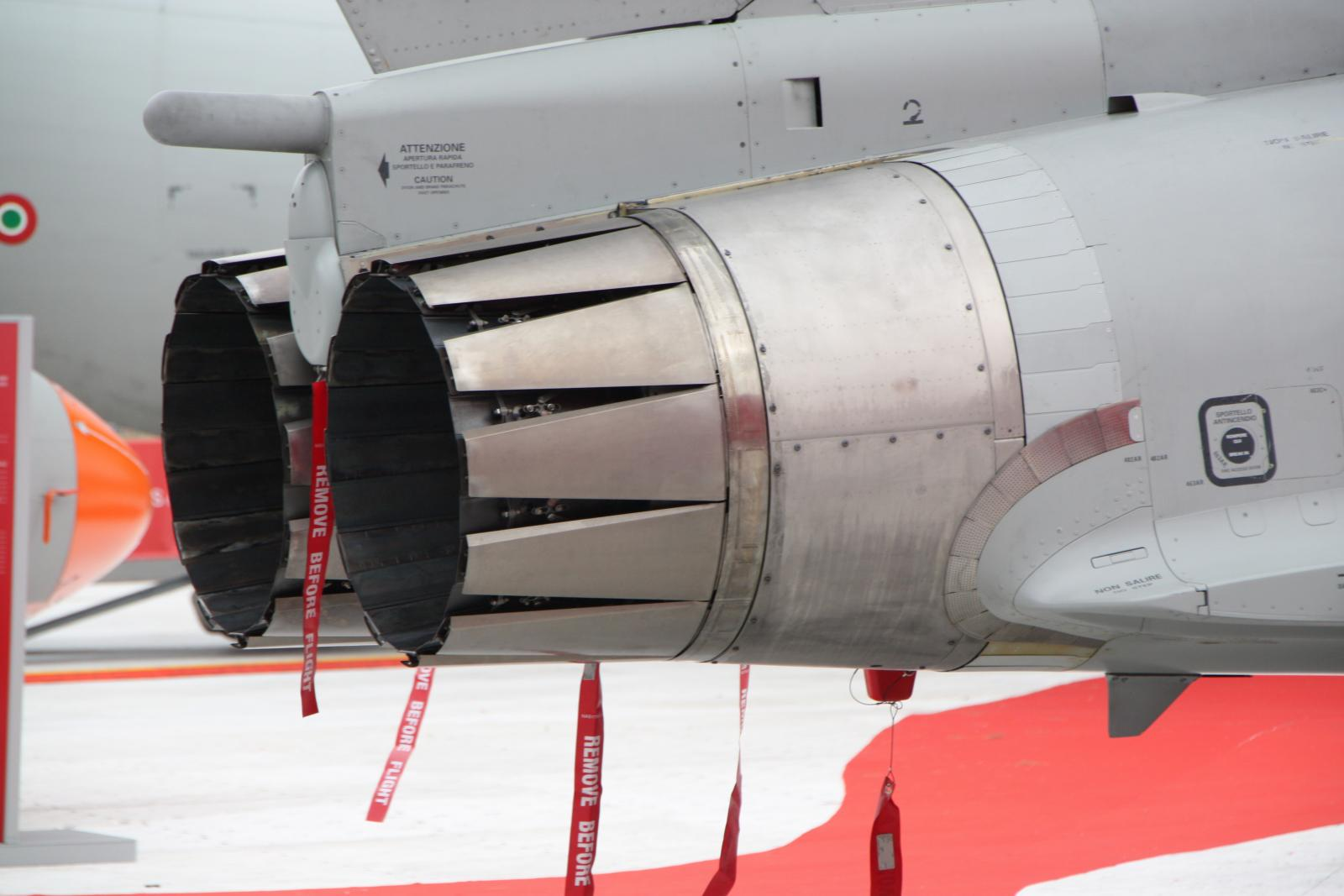
Stabförmiger „Radarbürzel“ am Heck

Die Ortungsreichweite kann nur geschätzt werden: Da der „Radarbürzel“ am Heck etwa den Durchmesser eines Suchers einer Luft-Luft-Rakete hat, kann deren Ortungsreichweite als Basis genommen werden. Die X-Band-Sucher 9B-1348E (R-77) und 9B-1103M (R-27AE) von AGAT haben etwa 10 km Ortungsreichweite gegen einen Radarquerschnitt von 1 m². Da Richtwirkung und Antennengewinn etwa umgekehrt proportional zum Quadrat der Wellenlänge ist, ergibt sich für das Ka-Band bei gleichen Abmessungen der 12,25-fachte Antennengewinn. Da dieser mit der zweiten Wurzel in die Radargleichung eingeht, wird die Ortungsreichweite etwa 3,5-mal höher liegen. Allerdings steigt auch der Ziel-RCS mit höherer Frequenz an, wohingegen die atmosphärische Dämpfung die Ortungsreichweite reduziert. Letztlich können so, auf Basis der AGAT-Sucherfamilie, folgende Ortungsreichweiten für das AMIDS abgeschätzt werden:
- MANPADS (0,01 m²): 11 / 13 km
- Luft-Luft-Rakete (0,1 m²): 20 / 23 km
- Kleines Kampfflugzeug (2,5 m²): 44 / 50 km
- Großes Kampfflugzeug (25 m²): 78 / 90 km

Die Zahlen hinter dem Schrägstrich geben die Ortungsreichweite an, die man durch die Radargleichung erhält, wenn 25 m² Radarquerschnitt mit 90 km Ortungsreichweite gleichgesetzt werden, bezogen auf die Eurofighter-Präsentation für Norwegen. Die Ähnlichkeit der Ergebnisse bestärken den Verdacht, dass es sich um Ka-Band-Radar handelt.

#### PIMAWS
Die Entwicklung eines passiven, infrarotbasierten Raketenwarners für den Eurofighter begann 1997. Die Entwicklung des Passive IR Missile Approach Warning System (PIMAWS) wurde vom Bundesverteidigungsministerium und Bodenseewerk Gerätetechnik GmbH (BGT) finanziert und war kein offizieller Teil des Eurofighter-Projektes. In Phase 1 wurde die Optronik entwickelt und gefertigt, in Phase 2 wurde diese in das Flugzeug integriert, ab Oktober 2001 sollen Testflüge stattgefunden haben. Phase 3, die Entwicklung der Algorithmen, endete im Jahr 2003. Zielvorgabe war die Ortung von infrarotgelenkten Luft-Luft- und Boden-Luft-Flugkörpern kurzer Reichweite auch nach Ausbrand des Raketenmotors auf mindestens 10 km Entfernung, eine Falschalarmrate von maximal 1–2 pro Stunde und eine Entdeckungswahrscheinlichkeit von über 95 %.
Um den Konflikt zwischen dem Bedarf nach großen Blendenöffnungen, welche zu viel Raum benötigen würden, und langen Belichtungszeiten, welche zu viele Sensoren benötigen würden (siehe AN/AAQ-37), zu lösen, wurde das Step-and-Stare-Prinzip implementiert: Der Sensor wird dabei drehbar gelagert und das Sichtfeld stabilisiert, sodass der Raum nacheinander abfotografiert werden kann. Dem Detektorfeld, ein CMT mit 256 × 256 Pixeln, welches mit Wellenlängen von 3–5 µm arbeitete, wurde zur Abtastung von Elevation und Azimut ein Doppel-Dove-Prisma vorgesetzt, sodass ein Sichtfeld von 30° × 30° nacheinander abfotografiert werden konnte. Insgesamt konnte so durch einen konischen Scan 360° × 105° abgedeckt werden, mit einer Aktualisierungsrate von 6 Hz. Das Bild wurde nach einer Linse noch durch ein Schmidt-Pechan-Prisma geleitet, um ein entdrehtes Bild auf dem Detektorfeld zu erhalten. Der Strahlengang wurde dabei durch einen Spiegel korrigiert, um das Verwischen des Bildes zu kompensieren. Je zwei dieser Systeme waren an den Außenseiten der Flügelspitzenbehälter in einem schwarzen Kasten befestigt, um im Azimut eine 360°-Abdeckung zu gewährleisten. Die Masse eines LRUs an der Flügelspitze betrug 40 kg.
Im ersten Schritt wurde der Datenstrom in einen Systolic Array Prozessor (SAP) eingespeist, welcher etwa 30.000 Ereignisse pro Sekunde entdecken kann. Diese werden isoliert und entweder als Punktereignisse oder als Konturen mit einem Merkmalsvektor versehen. In den höher gelegenen Digital Signal Processors (DSP) wird der Clutter durch einen Bewegungsfilter entfernt und die Tracks der Ziele errechnet. Geht ein Ziel verloren, wird dessen aktuelle Position durch den letzten bekannten Kurs errechnet. Da so der Punkt der Wiedererfassung vermutet werden kann, reichen nur zwei Abtastungen zur Wiederaufschaltung. Im Bereich, wo sich die Sichtfelder der Sensoren überlappen wird ein Vergleich durchgeführt, um Doppelortungen zu vermeiden. Ist das Objekt mehrere Pixel groß, kann es durch einen Abbildungsabgleich automatisch identifiziert werden (z. B. Paraglider, MiG-29 usw.). Anschließend erfolgt die Priorisierung der Bedrohungen. Es können über 64 Ziele gleichzeitig verfolgt werden. PIMAWS lässt sich noch für folgende Zwecke einsetzen:
- Hemisphärische Raketenwarnung: Jede Flugzeugseite wird im Bereich von ±105° und 360° abgesucht. Dabei kann der Pilot einzelne Bilder oder Blickrichtungen auswählen, entweder absolut, oder in Relation zum Eurofighter. Denkbar ist die Darstellung von Landebahnen oder bestimmten, zu überwachenden Gebieten. Das Bild wird dabei automatisch aus mehreren Einzelbildern zusammengesetzt.
- Ringmode Raketenwarnung: In diesem Fall wird der Elevationswinkel durch den DASS-Computer oder den Piloten festgelegt, sodass ein 30° × 360° Streifen um das Flugzeug abgetastet wird. Das Sichtfeld ist dadurch begrenzt, die Aktualisierungsrate steigt aber auf über 15 Hz. Der Pilot kann auch hier einzelne Bilder oder Blickrichtungen auswählen.
- Imaging Pointable Forward Looking Infrared Camera: Die Sensoren lassen sich nach belieben Steuern, um als FLIR zu dienen. Wurde nur als HUD-Projektion verwirklicht. Durch das Sichtfeld der Sensoren kann auch nach hinten gesehen werden.

Standardmäßig warnt das System auch vor Kollision, z. B. bei Hochhäusern. Dazu wird der Horizont bestimmt und Objekte in Flugrichtung erkannt und verfolgt. Aus der Größenänderung pro Zeitschritt wird dann abgeleitet, ob es zu einer Kollision kommen könnte, und eine Warnung ausgegeben. Das PIMAWS wird über den MIL-STD-1553-Bus an den DAC angeschlossen. Es wurde auch dafür konzipiert, Directed Infrared Counter Measures zu führen. In diesem Fall soll eine Sensorfusion mit AMIDS zur Zielverifizierung implementiert werden. Die Ortungsreichweiten von PIMAWS waren gering, ein Wechsel auf zwei Bänder wurde wegen der geringeren Photonenausbeute abgelehnt. Die erzielten Ortungsreichweiten waren:
- Type West 1 (UV/IR): Gezündet > 6 km, abgebrannt > 3 km
- Type West 2 (IR): Gezündet 6,5 km, abgebrannt 5,5 km
- 9K32 Strela-2 (IR): Gezündet 4 km, abgebrannt 0,5 km
- 9K33 Osa (RF): Gezündet 12 km, abgebrannt 5 km
- 9K35 Strela-10 (IR): Gezündet 10 km, abgebrannt 7 km
- 9K310 Igla-1 (IR): Gezündet 5 km, abgebrannt 1,5 km

Während der Testphase wurde mit echten MANPADS-Raketen auf das Flugzeug gefeuert, allerdings ohne das Ziel aufzuschalten, um es in einer ballistischen Bahn zu verfehlen. In Testflügen wurde PIMAWS zur Beobachtung von ländlichen Gegenden, Industriegebieten und brennenden Ölfässern genutzt, um die Algorithmen zu optimieren.

### Dispenser

#### BOL
Die BOL-Dispenser von Saab befinden sich am Ende der LAU-7 Startschienen an den äußeren Flügelspitzen. Die Modelle, intern als BOL-510 bekannt, werden über den MIL-STD-1553-Datenbus angesteuert, verfügen über BITE und können jeweils etwa 7–9 kg an Infrarot- oder Radartäuschkörpern aufnehmen. Die Anbringung nahe den Flügelspitzen sorgt für eine Verteilung der Täuschkörper in den Wirbelschleppen, zusätzlich sind am Ende jedes Dispensers noch Lufteinlässe zur Wirbelbildung angebracht. Pro Dispenser können 160 Pakete geladen werden, welche wie Toastbrotscheiben hintereinander stehen und durch einen elektromechanischen Antrieb beizeiten ausgeworfen werden. Folgende Täuschkörper können geladen werden:
- Düppel vom Typ RR-184: Diese Pakete à 45 Gramm enthalten radarreflektierende Fasern, welche aus dem Paket nach dem Auswurf freigesetzt werden.[72]
- Fackeln vom Typ MJU-52/B: Diese Pakete à 54 Gramm enthalten ein Spezialmaterial, welches nach dem Auswurf verteilt wird und bei Kontakt mit Luft rasch oxidiert und dabei Infrarotstrahlung freisetzt. Der Vorgang ist für das Auge fast unsichtbar, weswegen sich diese zum präventiven Einsatz eignen.[73]

#### Cobham
Zusätzlich befindet sich je ein weiterer Dispenser unter jedem Flügel, im Gehäuse für die Aktuatoren der inneren Elevons. Die meisten Quellen sind der Ansicht, dass diese von Elettronica Aster produziert werden, allerdings wirbt nur Cobham plc damit, diese zu fertigen. Der Name des Systems ist unbekannt. Dieses besteht aus einem Kasten mit je 16 angewinkelten 55-mm-Sacklöchern, in welche Täuschkörper gesteckt werden können. Als Besonderheit kann der Dispenser diese über Schaltkreise programmieren, da ursprünglich auch aktive, abwerfbare Radarstörsender mitgeführt werden sollten. Es stehen zwei bzw. drei Munitionsarten zur Verfügung:

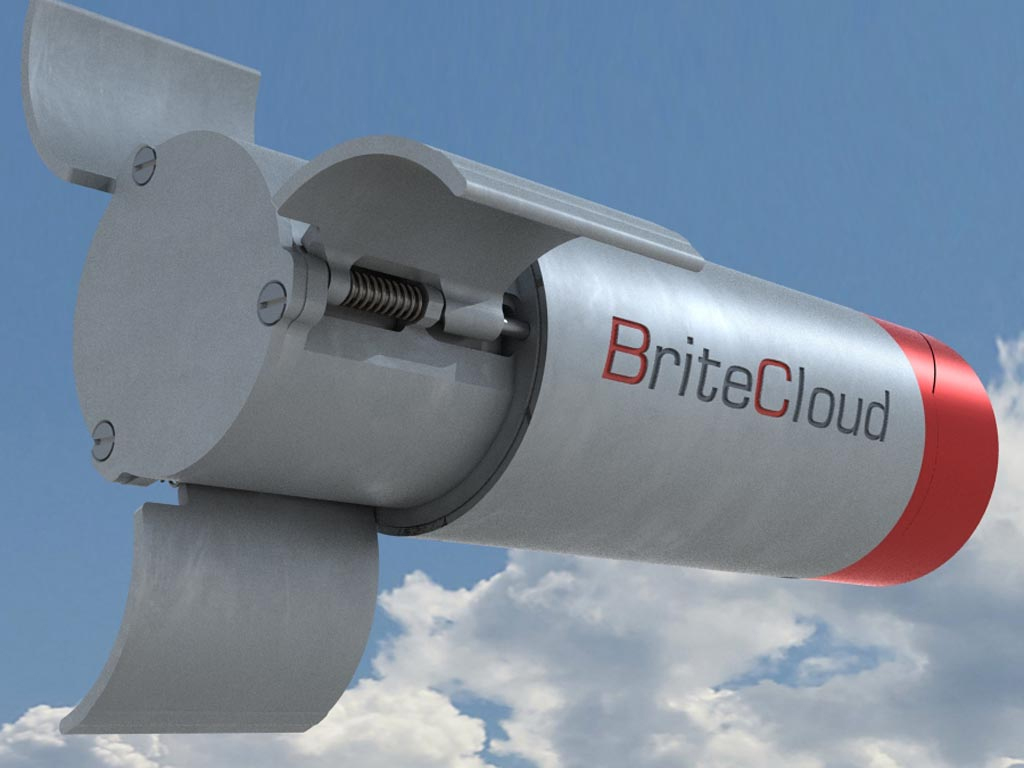
Grafik des BriteCloud im Flug

- Cartridge Countermeasure 55 mm Typhoon IR Decoy: Wurde von der Chemring Group speziell für den Typhoon entwickelt und kann durch die in der Fackel integrierten Schaltkreise von diesem erkannt werden. Dadurch kann der Einsatz durch verbesserte Ausstoßsoftware optimiert werden. Es existiert eine Magnesium/Teflon/Viton-Variante und eine Variante mit selektiver Strahlungscharakteristik.[75] Die Masse beträgt 725 Gramm. Früher als Typhoon IR Decoy No1 Mk1 bekannt.[76]
- GENeric eXpendable: Der GEN-X sollte ebenfalls in den Dispensern mitgeführt werden, dies wurde aus Kostengründen aber aufgegeben. Nach der Programmierung und dem Auswurf falten sich vier Flügel auf, welche den freien Fall stabilisieren. Der GEN-X erzeugt mit Hilfe einer Lithiumbatterie und MMICs aktiv Störsignale, welche über eine Spiralantenne in der Nase abgestrahlt werden. Der Störkörper arbeitet dabei als Repeater Jammer.[77]
- Ab Mitte 2014 steht der BriteCloud von Selex ES zur Verfügung. Der aktive, abwerfbare Radarstörsender mit DRFM-Technik soll nach Herstellerangaben billiger und doppelt so effektiv sein wie ältere Modelle, welche nur mit einfachen Impulsantwortstörungen arbeiten (d. h. GEN-X). BriteCloud ist 200 bis 375 mm lang, 0,7 bis 0,85 kg schwer und hat eine Lagerbeständigkeit von etwa fünf Jahren. Der Sender kann nach Ausstoß mindestens 10 Sekunden lang aktiv sein. Plattformen sind Eurofighter Typhoon, Saab Gripen und Panavia Tornado.[52] Bislang ist kein Eurofighter-Nutzer Kunde.

### Laserwarner
Britische und spanische Eurofighter werden zusätzlich mit Laserwarnern ausgestattet. Sollte das Flugzeug mit einem Laser angepeilt werden, lösen sie Alarm aus. Der Eurofighter besitzt vier Laserwarner am Rumpf: Zwei am Vorderrumpf vor den Canards und zwei am Heck hinter der Tragfläche. Diese sind auch in den saudischen Maschinen eingebaut.

## Tabelle
| Kunde                  | ESM-ECM | Schleppstörsender | Raketenwarner | Dispenser | Laserwarner |
| ---------------------- | ------- | ----------------- | ------------- | --------- | ----------- |
| Deutschland            |         |                   |               |           |             |
| Italien                |         |                   |               |           |             |
| Österreich             |         |                   |               |           |             |
| Oman                   |         |                   |               |           |             |
| Saudi-Arabien          |         |                   |               |           |             |
| Spanien                |         |                   |               |           |             |
| Vereinigtes Königreich |         |                   |               |           |             |

## Anmerkung
1. 1 2 3  Zu der Möglichkeit, Lenkwaffen durch das ESM zu Zielen zu führen, existieren zahlreiche Hinweise. Flight International schrieb z. B. 1992, dass das ESM auch Daten an den Waffenleitrechner senden soll – wozu, wenn nicht zum Schießen? Elettronica nennt auf ihrer Homepage als Fähigkeit „targeting due to adoption of very accurate TDOA measurement“. Lediglich ein Eurofighter-Werbemagazin von 2009 nennt „Zielerfassung durch Radarwarnempfänger und/oder Radar“ als Option. Eine offensive Vermarktung dieser Fähigkeit findet nicht statt.
2. 1 2 3 4  Die Aussage von Flight International von 1992, dass das ESM auch Informationen an das HUD sendet, weckt Assoziationen an die Einblendung des Ausweichkurses. Tatsächlich existiert mit US 6822583 B2 von BAE Systems auch ein passendes Patent von 2002 dazu. Hier wird auch die Datenverarbeitung und Priorisierung erläutert sowie der Datenaustausch zwischen den Flugzeugen. Ein expliziter Hinweis auf eine Anwendung am Eurofighter gibt es nicht. Allerdings passen einige erwähnte Punkte (Manövereinblendungen, IRST ohne Laser, Emitteranpeilung durch zwei Maschinen) sehr gut zu den bekannten Fakten des Eurofighters. Da sowohl das DASS als auch das AN/ALR-94 von BAE Systems gefertigt wird, werden sich bei der Datenverarbeitung zwangsläufig Überschneidungen geben. Denkbar ist, dass US 6822583 B2 das AN/ALR-94 beschreibt, während WO 2006135416 A2 sich auf das DASS bezieht.
3. ↑  Neben Seite 27/44 scheint auch Seite 33/44 interessant, allerdings ist die Leistung hier nur 100 mW statt 5 W pro Modul und der Frequenzbereich 36–42 GHz statt 32–38 GHz.
4. ↑  Das phasengesteuerte Longbow-Radar des AH-64 wird von Lockheed und Grumman gefertigt. Der PAC-3 Ka-Band-Sucher von Boeing ist mechanisch geschwenkt. Das phasengesteuerte Radar des K2 Black Panther wurde von der Thales Group entwickelt.
5. ↑  Vermutlich alles